# Bataille de Tabago
Pour la prise de l'île par les Français pendant la guerre d'indépendance des États-Unis, voir Prise de Tobago.
Guerre de Hollande
Batailles
- Groenlo (06-1672)
- Solebay (06-1672)
- Zutphen (06-1672) (nl)
- Coevorden (06-1672)
- Nimègue(07-1672)
- Groningue (07-1672)
- Saint-Lothain (02-1673)
- Schooneveld (1re) (06-1673)
- Maastricht (06-1673)
- Schooneveld (2de) (06-1673)
- Texel (08-1673)
- Bonn (11-1673)
- Arcey (01-1674)
- Pesmes (02-1674)
- Gray (02-1674)
- Scey-sur-Saône (03-1674)
- Chariez (03-1674)
- Vesoul (03-1674)
- Arbois (03-1674)
- Orgelet (03-1674)
- Besançon (04-1674)
- Dole (05-1674)
- Sinsheim (06-1674)
- Salins (06-1674)
- Belle-Île (06-1674)
- Lure (07-1674)
- Faucogney (07-1674)
- Sainte-Anne (07-1674)
- Fort-Royal (07-1674)
- Seneffe (08-1674)
- Entzheim (10-1674)
- Mulhouse (12-1674)
- Turckheim (01-1675)
- Stromboli (02-1675)
- Fehrbellin (06-1675)
- Salzbach (07-1675)
- Consarbrück (08-1675)
- Altenheim (08-1675)
- Alicudi (01-1676)
- Agosta (04-1676)
- Philippsburg (05-1676)
- Palerme (06-1676)
- Maastricht (07-1676)
- Valenciennes (11-1676)
- Tobago (03-1677)
- Saint-Omer (03-1677)
- Cambrai (03-1677)
- La Peene (Cassel) (04-1677)
- Ypres (03-1678)
- Rheinfelden (07-1678)
- Saint-Denis (08-1678)

La bataille navale de Tabago (ou Tobago) a lieu le 3 mars 1677, aux Antilles pendant la guerre de Hollande. Une petite escadre française commandée par le comte d'Estrées y affronte et détruit une force hollandaise commandée par Jacob Binckes. Ce combat acharné mais mineur n'a pas de conséquence sur l'issue du conflit qui se joue pour l'essentiel en Europe et s'achève l'année suivante.

## Le contexte
Une petite escadre hollandaise, sous le commandement de l'amiral Binckes, opérait aux Antilles. Elle s'était emparée de Cayenne et de l'île de Tabago. Binckes avait aussi pillé Marie-Galante et Saint-Domingue.
La France ne dispose sur place que de l'escadre du marquis de Grancey, quatre vaisseaux et une frégate. Par manque de moyens financiers, elle ne peut armer et envoyer des renforts.
Le comte d'Estrées, vice-amiral du Ponant, propose de financer en partie l'armement de l'escadre nécessaire. L'escadre quitte Brest le 6 octobre 1676.
Le 22 décembre, de nuit, il attaque et reprend Cayenne. L'escadre passe alors par la Martinique, où elle embarque des troupes. 
Les fortifications de Tobago sont encore inachevées et les Hollandais hissent en hâte sur les remparts des tonneaux en guise de parapet. 
Le 20 février 1677, l'escadre de dix vaisseaux de D'Estrées, renforcée par six navires légers, corvettes, brûlot, galiote et quaïche,  jette l'ancre à Tobago et débarque ses troupes. L'amiral Jacob Binckes a en rade une douzaine de navires : en dehors de ses équipages assez restreints, en dehors des quatre cents matelots et soldats de renfort qu'il venait de recevoir de Hollande avec un convoi de colons, il pouvait compter sur deux cents transfuges français de Marie-Galante, « résolus de se deffendre à toutte extrémité » pour échapper à leur juste châtiment. Les troupes françaises doivent attaquer par terre pendant que l'escadre française réglerait son compte à l'escadre hollandaise, ancrée dans la baie de la Nouvelle-Flessingue (Nieuw-Vlissingen). L'affaire ne débouche pas, les troupes montrant peu d'ardeur au combat.
Le 3 mars 1677 au matin, ayant réussi à s'emparer d'un marin local capable de servir de pilote, l'escadre française forme sa ligne de bataille et entre dans la baie.

## Les forces en présence
Liste des navires (dans l'ordre qu'ils occupaient au début de l'attaque)
| - L'Intrépide (56), Louis Gabaret - Le Galant (46), De Montortié - Le Fendant (54), Comte de Blénac - Le Marquis (46), Chevalier de Lézines - Le Glorieux (60), (navire amiral), Jean d'Estrées - Le Précieux (54), Mascarany - Les Jeux (36), De La Cassinière - L’Émerillon (36), De Méricourt - Laurier (28), De Machault - Soleil d'Afrique (30), De La Borde - 1 brûlot |  | - De Bescherming (50), amiral Jacob Binckes - Huis te Kruiningen (56), contre-amiral Roemer Vlacq - Zeelandia (44), Pieter Constant - Leyden (34), Galtje Galtjes - De Zaayer (brûlot), capitaine Cartsen - L'Alcyon (24), Cornelis Slolwyck - Duc d'York (26), Frederik Sweers - De Gouden Monnik (31), Dirk Schoen - Middelburg (36), Jean Swart - De Gouden Star (28), Pieter Coreman - Pophesburg (24), Pieter Stolwyck - Sphoera Mundi (12), - 1 yacht et des transports |

## Le combat
La disposition des lieux

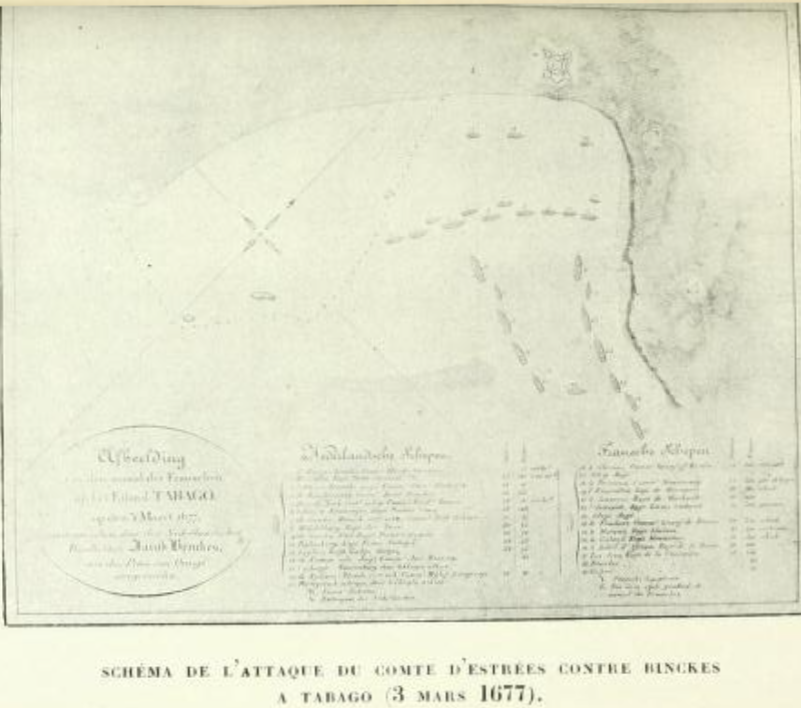
Plan de la bataille de Tabago.

La baie de Nieuw-Flushing a une forme grossièrement triangulaire, profonde d'environ 1 mille nautique. Les deux caps qui la bordent sont distants d'environ 2 milles mais le chenal utilisable ne mesure que 350 mètres de large environ, du fait de la présence de bancs.
Près de la côte, une zone offrant des fonds d'une quinzaine de mètres sert pour le mouillage. C'est là que sont ancrés les Hollandais, formant une ligne. Entre les vaisseaux et la terre, des navires marchands sont à l'ancre.
Le problème est la sortie de la baie. Les alizés soufflent du large et le navire ne peut sortir qu'en se halant sur ses ancres.
L'attaque française

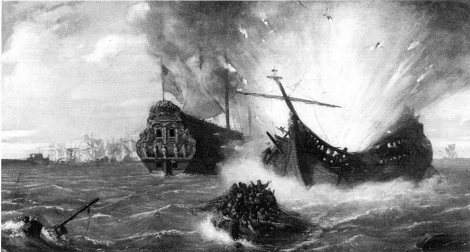
L'explosion du Huis te Kruiningen.

L'escadre française, en ligne de bataille pénètre dans la baie. Le brûlot s'échoue.
Entre 9 et 10 heures du matin, les navires français se placent à très courte distance de l'adversaire qu'ils ont choisi. Les bordées répondent aux bordées et la distance est si courte que les flammes des tirs comme les projections des valets font que les incendies ne tardent pas à se déclarer.
Le Huis te Kruiningen est en feu. Pour éviter les flammes, Le Glorieux, ancré, laisse filer son câble, mais s'échoue non loin de là. Le Hollandais saute, l'explosion détruisant l'arrière du vaisseau du comte d'Estrées, les débris lui communiquant l'incendie. Plusieurs navires marchands sont aussi incendiés.
La même mésaventure survient au vaisseau Le Marquis, dont l'adversaire a aussi pris feu.
L'Intrépide, sévèrement touché et menacé par le brûlot hollandais, file son câble d'ancre et s'échoue. L’état-major, décimé, ne peut empêcher l'équipage de s'occuper des réserves d'alcool. Il n'y aura qu'une faible opposition aux Hollandais qui s'emparent alors du vaisseau. Ils l'incendieront un peu plus tard.
Le Précieux s'échoue lui aussi. Les marins empêchent le capitaine de le faire sauter et les Hollandais s'en emparent.

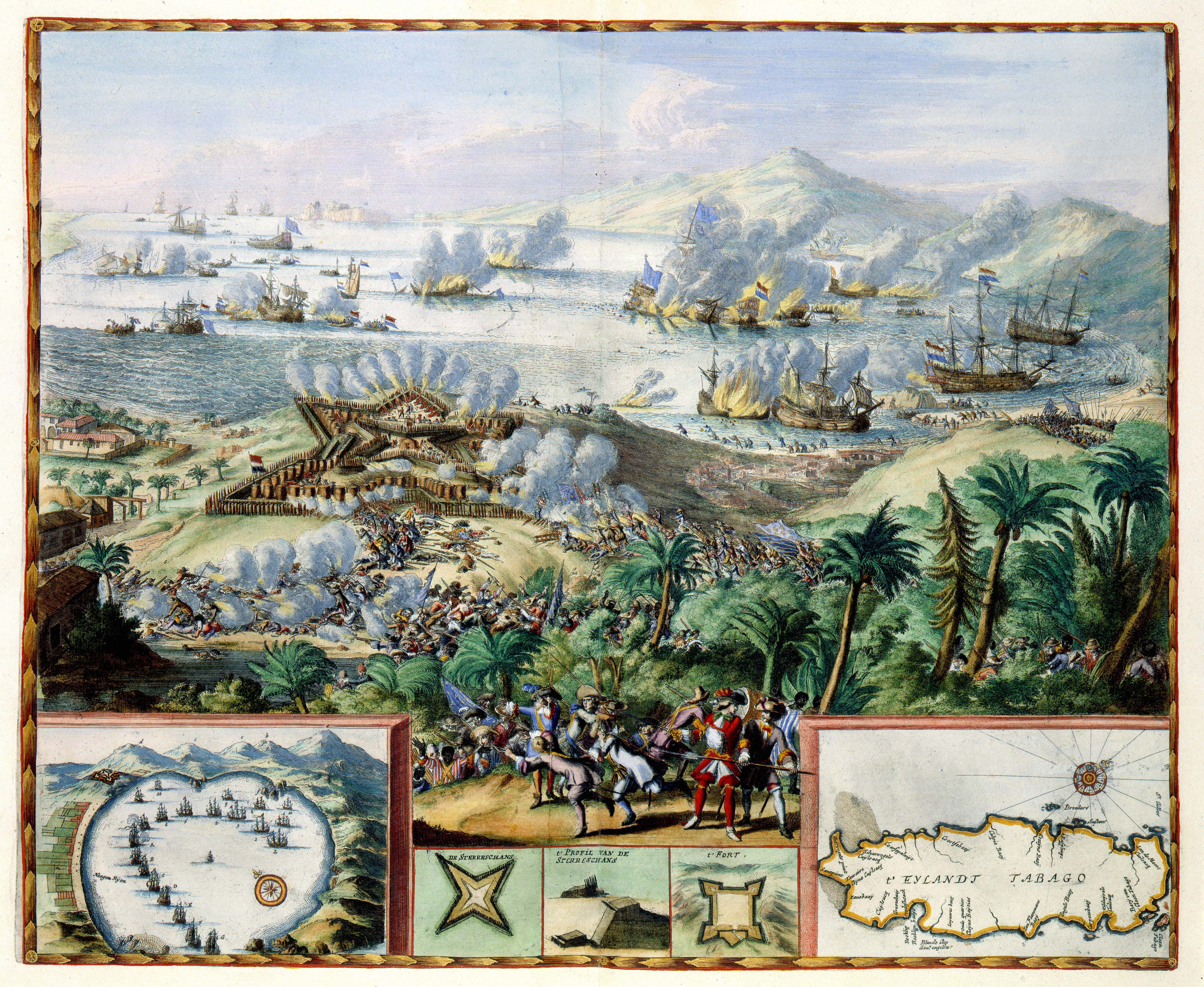
Gravure de Romeyn de Hooghe concernant la bataille au large de Tobago de 1677 entre la France et la Hollande.

Quand le combat se termine, les Français ont perdu quatre vaisseaux et les Hollandais, sept. Plusieurs marchands ont aussi été incendiés.

## Les suites du combat
Il faut trois jours aux Français pour sortir leurs navires de la baie, récupérer leurs troupes, quitter les lieux et gagner La Grenade.
Revenu en France au mois d'août, d'Estrées prend le commandement d'une nouvelle escadre. Le 12 décembre, il s'emparera enfin de Tobago, reprenant Le Précieux, une flûte et une frégate.